# 间序囊颖草
间序囊颖草（学名：Sacciolepis interrupta）为禾本科囊颖草属下的一个种。

## 扩展阅读
- 維基物種上的相關：间序囊颖草